# 1924 aux échecs
| Années des échecs : 1921 - 1922 - 1923 - 1924 - 1925 - 1926 - 1927    |
| Décennies des échecs : 1890 - 1900 - 1910 - 1920 - 1930 - 1940 - 1950 |

Cet article présente les faits marquants de l'année 1924 aux échecs.

## Événements majeurs
- 20 juillet : Création de la Fédération internationale des échecs, à Paris.

- Le Tournoi d'échecs de New York 1924 a été remporté par l'ancien champion du monde allemand Emanuel Lasker nettement devant le Cubain José Raúl Capablanca — champion du monde en titre — et le Russe Alexandre Alekhine.

- Première édition du championnat de Biélorussie d'échecs.

## Championnats nationaux
- Argentine : Damian Reca remporte le championnat[1],[2].

- Autriche : Arthur Dünmann remporte un championnat, non officiel[3]. Chez les femmes, c’est Paula Kalmar qui s’impose[4].

- Belgique : Edgar Colle remporte le championnat[5].
- Canada : John Morrison remporte le championnat[6].
- Écosse : C Heath remporte le championnat[7].
- France : Robert Crépeaux remporte le championnat de France d’échecs[8],[9]. Chez les femmes, c’est Marie Jeanne Frigard qui s’impose lors de la première édition du championnat féminin[10].
- Pays-Bas : Max Euwe remporte le championnat [11]. Le championnat a lieu tous les deux ou trois ans.
- Royaume-Uni de Grande-Bretagne et d'Irlande : Henry Atkins remporte le championnat[12].

- Suisse : Otto Zimmermann remporte le championnat [13].

- RSS d'Ukraine : Yakiv Vilner remporte le premier championnat[14],[15], organisé dans le cadre de l’Union soviétique.

## Naissances
- David Bronstein
- Klaus Junge

## Nécrologie
- 22 janvier : Celso Golmayo Torriente (en)
- 31 janvier : Curt von Bardeleben
- 1er février : Edith Baird, problémiste
- 21 mars : Stepan Levitski
- 27 mars : Walter Parratt
- 12 avril : H. W. B. Gifford (en)
- 1er septembre : Joseph Henry Blackburne